# Alan Ford
Alan Ford (7. december 1923 i Panama City i Panama – 3. november 2008 i Sarasota i Florida) var en amerikansk svømmer som deltog i de olympiske lege 1948 i London.
Ford vandt en olympisk sølvmedalje i svømning under OL 1948 i London. Han kom på andenpladsen på 100 meter fri, efter sin sin landsmand Walter Ris. Ford var den første som svømmede 100 yards fri under 50 sekunder. 

## OL-medaljer
- 1948  London –  Sølv i svømning, 100 meter fri